# فرزند هلاکت
فرزند هلاکت (به یونانی: ο υιος της απωλειας, ho huios tēs apōleias) عبارتی است مرتبط با یکی از القاب شیطانی که در انجیل یوحنا ۱۷:۱۲ و نامهٔ دوم پولس رسول به تسالونیکیان ۲:۳ در عهد جدید آمده‌است. منظور از آن «محکوم به هلاکت» یا به احتمال کمتر «عامل هلاکت» است.

## انجیل یوحنا
من آن‌ها را تا زمانی که با ایشان بودم، حفظ کردم، و از آن‌ها به قدرت نام تو که به من بخشیده‌ای، محافظت نمودم. هیچ‌یک از ایشان هلاک نشد، جز فرزند هلاکت، تا گفتهٔ کتب مقدس به حقیقت پیوندد.

## نامهٔ دوم به تسالونیکیان
مگذارید هیچ‌کس به هیچ طریقی شما را فریب دهد. زیرا تا نخست آن عصیان واقع نشود و آن مرد بی‌دین که فرزند هلاکت است به ظهور نرسد، آن روز فرا نخواهد رسید.